# Pangenfeld
Pangenfeld ist ein Ortsteil im Stadtteil Kaule von Bergisch Gladbach. 

## Geschichte

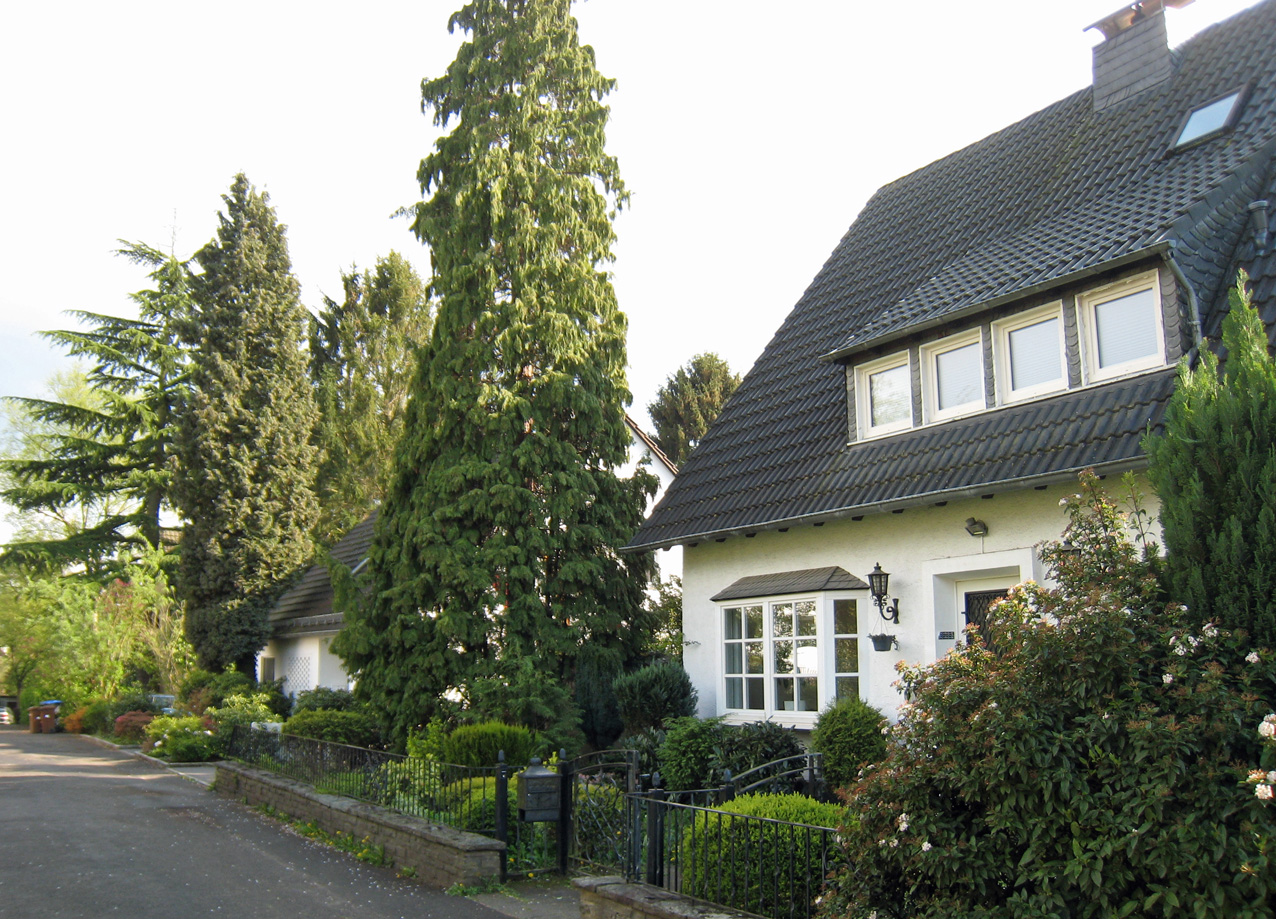
Häuser in Pangenfeld

Der Siedlungsname Pangenfeld greift die alte Gewannenbezeichnung „Am Pangenfeld“ auf, die das Urkataster südöstlich der Siedlung Kaule verzeichnet. An gleicher Stelle heißt es, dass hier ein kurvenreicher historischer Weg verlaufen sei, der den Namen „Holzweg nach der Kaule“ hatte. Für das Bestimmungswort Pangen lässt sich die Bedeutung nicht sicher erschließen. Möglicherweise war hier ehemals eine Tongrube, in der Ziegel und Dachpfannen (in der Mundart sagt man dazu Pannen) gebrannt wurden.